# Entodon longicostatus
Entodon longicostatus là một loài rêu trong họ Entodontaceae. Loài này được W.R. Buck mô tả khoa học đầu tiên năm 1980.